# Un'avventura fantastica
Un'avventura fantastica (フォーチュンクエストL?, Forchun Kuesuto L) è un anime giapponese prodotto da Anime Works in 26 episodi nel 1997, come seguito dell'OAV Fortune Quest (フォーチュンクエスト?) prodotto nel 1993 in 4 episodi. In Italia l'anime è stato trasmesso su Italia 1 durante l'estate del 2003 e replicato su Italia Teen Television nel giugno del 2004.

## Trama
Un gruppo di eroi in erba torna a casa, dopo aver completato una missione, ma ad attenderlo ci saranno nuove emozionanti avventure.

## Personaggi

I personaggi nella serie anime

- Penny: usa la magia bianca per curare i compagni. Doppiata da Daniela Fava.
- Clay: vuole diventare un famoso cavaliere. Doppiato da Felice Invernici.
- Trapp: si vanta di essere figlio di ladri famosi. Doppiato da Davide Garbolino.
- Whitey: un animale bianco con ali simile ad un cane. Doppiato da Irene Scalzo.
- Rumy: piccola follettina dai capelli bianchi. Doppiata da Federica Valenti.
- Kitton: nano dai capelli viola in cerca del suo passato. Doppiato da Luca Sandri.
- Knoll: ragazzone robusto buono e gentile. Doppiato da Stefano Albertini.
- Madre di Clay
- Madre di Trapp
- Nonno di Trapp: chiamato anche Stear Boots Sr. Doppiato da Enrico Bertorelli.
- Il sindaco: Doppiato da Daniele Demma
- Robin il maggiordomo
- Billy

## Sigle
Sigla iniziale giapponese
- Good Fine Everday, cantata da Sus4.

Sigla finale giapponese
- Hoshi no Koe (星の声?), lett. La voce delle stelle, cantata da Sus4.

Sigla iniziale e finale italiana
- Un'avventura fantastica, testi di Alessandra Valeri Manera, musica di Antonio Galbiati, cantata da Cristina D'Avena.[2]

## Doppiaggio
| Personaggio    | Doppiatore originale | Doppiatore italiano |
| -------------- | -------------------- | ------------------- |
| Penny (Pastel) | Akiko Nakagawa       | Daniela Fava        |
| Clay           | Toshiyuki Morikawa   | Felice Invernici    |
| Trapp          | Tetsuya Iwanaga      | Davide Garbolino    |
| Whitey (Shiro) | Ritsuko Kasai        | Irene Scalzo        |
| Rumy           | Mifuyu Hiiragi       | Federica Valenti    |
| Kitton         | Yasuhiro Takato      | Luca Sandri         |
| Knoll          | Takeharu Onishi      | Pietro Ubaldi       |

## Episodi
| Nº | Titolo italiano Giapponese 「Kanji」 - Rōmaji                                         | In onda          | In onda        |
| Nº | Titolo italiano Giapponese 「Kanji」 - Rōmaji                                         | Giapponese       | Italiano       |
| 1  | Misteriosa scomparsa 「ドラゴンの家玉」 - doragon no ie tama                          | 19 ottobre 1997  | 25 giugno 2003 |
| 2  | Inizia l'avventura 「盗まれたトラップ?」 - nusuma reta torappu?                       | 26 ottobre 1997  | 30 giugno 2003 |
| 3  | Sulle tracce della leggenda 「テラソン山のミステリー!?」 - terason yama no misuteri!? | 9 novembre 1997  | 2 luglio 2003  |
| 4  | Il cristallo del drago 「白い竜の祭壇」 - shiroi ryū no saidan                        | 16 novembre 1997 | 4 luglio 2003  |
| 5  | Il centopiedi 「出た!悪魔の谷の大ムカデ!」 - deta! akuma no tani no dai mukade!       | 23 novembre 1997 | 7 luglio 2003  |
| 6  | La porta della memoria 「キットンとの再会」 - kitton tono saikai                      | 30 novembre 1997 | 9 luglio 2003  |
| 7  | Il debito 「ストロベリーハウスの用心棒」 - sutoroberihausu no yōjinbō                 | 7 dicembre 1997  | 11 luglio 2003 |
| 8  | La foresta 「森が呼んでいる?」 - mori ga yon deiru?                                   | 14 dicembre 1997 | 14 luglio 2003 |
| 9  | Inizia l'impresa 「試練のはじまり」 - shiren nohajimari                               | 21 dicembre 1997 | 16 luglio 2003 |
| 10 | I rischi del gioco 「パーティ最大の危機!?」 - patei saidai no kiki!?                  | 11 gennaio 1998  | 18 luglio 2003 |
| 11 | Coma andrà a finire? 「脱出!」 - dasshutsu!                                           | 18 gennaio 1998  | 21 luglio 2003 |
| 12 | La principessa 「偽りの王女」 - itsuwari no ōjo                                       | 25 gennaio 1998  | 23 luglio 2003 |
| 13 | La strategia 「かけひき」 - kakehiki                                                  | 31 gennaio 1998  | 25 luglio 2003 |
| 14 | Un incidente inaspettato 「予想外の出来事」 - yosōgai no dekigoto                     | 15 febbraio 1998 | 28 luglio 2003 |
| 15 | Un nuovo incontro 「そよ風の訪問者」 - soyo kaze no hōmonsha                          | 22 febbraio 1998 | 30 luglio 2003 |
| 16 | Una decisione importante 「はばたく心」 - habataku kokoro                             | 1º marzo 1998    | 1º agosto 2003 |
| 17 | Sfida per il nome 「トラップハウスからの挑戦状」 - torappuhausu karano chōsenjō       | 8 marzo 1998     | 4 agosto 2003  |
| 18 | La villa delle trappole 「最後の贈り物」 - saigo no okurimono                         | 15 marzo 1998    | 6 agosto 2003  |
| 19 | Notte di luna piena 「星の降る月夜の…」 - hoshi no furu tsukiyo no...                 | 22 marzo 1998    | 8 agosto 2003  |
| 20 | La base sotterranea 「謎の地下工場」 - nazo no chika kōjō                             | 12 aprile 1998   | 11 agosto 2003 |
| 21 | La cura miracolosa 「幻の秘薬」 - maboroshi no hiyaku                                 | 19 aprile 1998   | 13 agosto 2003 |
| 22 | L'aiuto di un amico 「禁断の用心棒」 - kindan no yōjinbō                              | 26 aprile 1998   | 15 agosto 2003 |
| 23 | Avventura fuori programma 「迷える小羊」 - mayoe ru shō hitsuji                       | 3 maggio 1998    | 18 agosto 2003 |
| 24 | Il figlio ritrovato 「そんな関係」 - sonna kankei                                     | 10 maggio 1998   | 20 agosto 2003 |
| 25 | Un calice davvero prezioso 「カタリナの杯」 - katarina no hai                         | 17 maggio 1998   | 22 agosto 2003 |
| 26 | Un'avventura infinita 「ネバーエンディング・クエスト」 - nebaendeingu. kuesuto        | 24 maggio 1998   | 25 agosto 2003 |